# 福井澄郎
福井 澄郎（ふくい すみお、1947年（昭和22年）11月30日 - ）は、日本の実業家。関西テレビ放送相談役。

## 人物
三重県出身。早稲田大学政治経済学部卒業後、関西テレビに入社。報道部記者、フロアディレクターなどを務める。
2005年6月取締役に選任、2008年6月社長に就任し、11年トップを務め、2019年6月には取締役相談役に退いた。
中居正広・フジテレビ問題の顕在化によって、大多亮社長が2025年4月4日付で辞任したことを受け、会長であった福井が、6月の株主総会まで社長を兼任し、その後、相談役となった。

## 略歴
- 1970年
  - 3月 - 早稲田大学政治経済学部卒業
  - 4月 - 関西テレビ放送入社
- 2005年6月 - 同社取締役
- 2007年6月 - 同社上席執行役員
- 2008年6月23日 - 同社代表取締役社長
- 2019年
  - 6月20日 - 同社取締役相談役
  - 6月26日 - フジ・メディア・ホールディングス非常勤取締役
  - 6月26日 - フジテレビジョン非常勤取締役
- 2023年6月 - 産業経済新聞社非常勤取締役
- 2024年
  - 6月 - 関西テレビ放送代表取締役会長
  - 6月 - サンケイビル監査役
- 2025年
  - 4月4日 - 関西テレビ放送代表取締役会長兼社長
  - 6月19日 - 同社相談役